# Cratere Elza
Elza  è un cratere sulla superficie di Venere.